# Čuolakjávri
Čuolakjávri, enligt tidigare ortografi Tjuolakjaure, är en sjö i Gällivare kommun i Lappland och ingår i Luleälvens huvudavrinningsområde. Sjön har en area på 1,09 kvadratkilometer och ligger 982 meter över havet. Čuolakjávri avvattnas av vattendraget Čuolakjohka.

## Delavrinningsområde
Čuolakjávri ingår i det delavrinningsområde (753202-159403) som SMHI kallar för Utloppet av Tjuolakjaure. Medelhöjden är 1 060 meter över havet och ytan är 5,73 kvadratkilometer. Det finns inga avrinningsområden uppströms utan avrinningsområdet är högsta punkten. Čuolakjohka avvattnar avrinningsområdet och vattnet fortsätter därefter via Gáiccajohka, Lihtijohka, Sunddegorži, Suorggejohka, Tjävrráädno, Viedásädno, Stora Luleälven och Luleälven  innan det når havet efter 397 kilometer. Avrinningsområdet består mestadels av kalfjäll (81 procent). Avrinningsområdet har 1,09 kvadratkilometer vattenytor vilket ger det en sjöprocent på 18,9 procent.